# Therrya
Therrya of splijtknopje is een geslacht van schimmels behorend tot de familie Rhytismataceae. De wetenschappelijke naam van het geslacht werd voor het eerst in 1882 geldig gepubliceerd door Pier Andrea Saccardo.

## Soorten
Volgens Index Fungorum telt het geslacht zeven soorten (peildatum maart 2025):
| Soortnaam                            | Auteur(s)                                     | Publicatiejaar |
| ------------------------------------ | --------------------------------------------- | -------------- |
| Therrya eucalypti                    | Z.Q. Yuan                                     | 1997           |
| Therrya fuckelii                     | (Rehm) Kujala                                 | 1950           |
| Therrya guizhouensis                 | (Y.R. Lin & B.F. Hu) Lan Zhuo & C.L. Hou 2025 | 2025           |
| Therrya piceae                       | A. Funk                                       | 1980           |
| Therrya pini (Naaldhoutsplijtknopje) | (Alb. & Schwein.) Höhn.                       | 1917           |
| Therrya pseudotsugae                 | A. Funk                                       | 1980           |
| Therrya tsugae                       | A. Funk                                       | 1980           |